# سرگئی کلوخنیا
سرگئی کلوخنیا (روسی: Серге́й Константинович Клевченя؛ زادهٔ ۲۱ ژانویهٔ ۱۹۷۱) اسکیت‌باز سرعت اهل اتحاد جماهیر شوروی سوسیالیستی است.